# Lobi da Basi
Lobi da Basi is het tweede studioalbum van de Nederlandse rapper Typhoon. Lobi da Basi is Surinaams voor 'Liefde is Baas'. De plaat werd geproduceerd door A.R.T en werd uitgebracht in 2014. Drie jaar na verschijnen bereikte het album in Nederland de platina status, wat betekent dat het album minimaal 40.000 keer verkocht is.

## Thematiek
Zoals de naam van het album al doet vermoeden is liefde het belangrijkste thema van het album. Typhoon heeft hier het volgende over gezegd: "Ik ben enorm op zoek, als muzikant maar zeker ook als mens, naar dat liefdeselement. Liefde is voor mij ook de enige graadmeter als ik muziek maak. Als ik muziek maak, moet ik dat voelen, dat moet resoneren. Als het niet resoneert, is het niet goed genoeg. Wat voor de wetenschap dat ontbrekende ‘godsdeeltje’ is, dat is voor mij dat liefdeselement."

## Tracklist
| Nr. | Titel                    | Duur |
| --- | ------------------------ | ---- |
| 1.  | We Zijn Er               | 4:42 |
| 2.  | Hemel valt               | 2:41 |
| 3.  | Surfen                   | 4:25 |
| 4.  | IJswater                 | 4:10 |
| 5.  | Glenn 1984               | 2:50 |
| 6.  | Zandloper                | 4:40 |
| 7.  | Sta Me Toe               | 3:04 |
| 8.  | Ochtend Weer             | 4:03 |
| 9.  | Niets Verwacht           | 2:11 |
| 10. | Vogel                    | 4:36 |
| 11. | Van De Regen Naar De Zon | 4:13 |
| 12. | Liefste                  | 5:01 |